# Jakob Jakobsen (billedkunstner)
 Der er flere personer med dette navn, se Jacob Jacobsen.
Jakob Jakobsen (født 1965) er en dansk billedkunstner og aktivist.
Jakob Jakobsens praksis er kendetegnet ved ofte at finde sted som selvorganiserede samarbejder. 
Jakobsen var medlem af kunstgruppen Koncern (sammen med Jørgen Michaelsen, Søren Andreasen og Jan Bäcklund), der eksisterede fra 1989 til 1993 og udgav tidsskriftet af sammen navn. 
Fra 1998 til 1999 havde Jakobsen udstillingstedet Info Centre i London sammen med Henriette Heise. Med samme skabte Jakobsen projektet Det Fri Universitet i København i 2001. Jakobsen og Heise definerer selv projektet som et kunstnerdrevet forsknings- og vidensdelingsprojekt. 
Jakobsen har arrangeret en række seminarer i samarbejde med kunstteoretikeren Mikkel Bolt om bl.a. gadekamp og situationisme. I 2010 lavede han udstillingen Billed Politik på Overgaden. Institut for Samtidskunst. Som en del af udstillingen var der også en filmprogram i Cinemateket og et seminar i Folkets Hus.
Fra 2019 til 2021 drev Jakobsen udstillingsarkivet Hospital Prison University Archive i sin lejlighed på Nørrebro, hvor der blev vist udstillinger og afholdt diskursive arrangementer. 
I 2020 udgav han bogen Ophør oprør - dagbog fra en indlæggelse på Antipyrine. Bogen indbragte ham de danske kunstkritikeres pris i 2020. 
Jakobsen modtog i 2021 Statens Kunstfonds livsvarige ydelse. 